# Passiflora stellata
Passiflora stellata är en passionsblomsväxtart som beskrevs av Johann Wilhelm Karl Moritz och Ellsworth Paine Killip. Passiflora stellata ingår i släktet passionsblommor, och familjen passionsblomsväxter. Inga underarter finns listade i Catalogue of Life.